# Лефе
Лефе (итал. Leffe) је насеље у Италији у округу Бергамо, региону Ломбардија.
Према процени из 2011. у насељу је живело 4474 становника. Насеље се налази на надморској висини од 454 м.

## Становништво
Према резултатима пописа становништва 2011. у општини је живело 4.671 становника.
| 1936. | 1951. | 1961. | 1971. | 1981. | 1991. | 2001. | 2011. |
| ----- | ----- | ----- | ----- | ----- | ----- | ----- | ----- |
| 3.377 | 3.870 | 4.737 | 5.273 | 5.309 | 5.106 | 4.940 | 4.671 |